# Watter-Kaserne

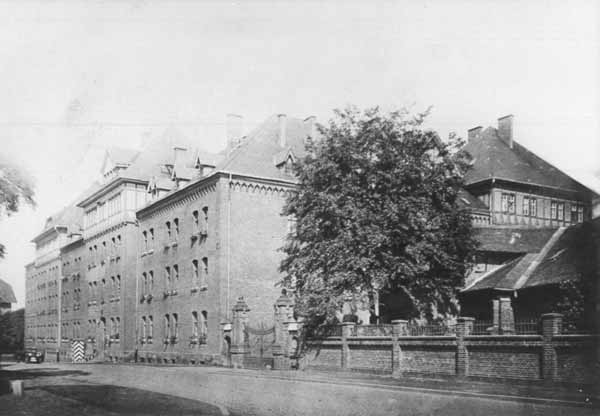
Die spätere Watter-Kaserne um 1920

Die Watter-Kaserne war eine Artilleriekaserne in der nordhessischen Stadt Fritzlar. Sie bestand von 1890 bis zu ihrem Abbruch im Jahre 1974. Im Jahr 1935 wurde die vorher namenlose Militäreinrichtung nach Oskar von Watter benannt.

## Name
Bis 1935 wurde die Kaserne lediglich als Artilleriekaserne bezeichnet. Nach ihrer Vergrößerung im Zuge der Aufrüstung der Wehrmacht wurde sie nach dem pensionierten Generalleutnant Oskar von Watter (1861–1939) benannt, der im Frühjahr 1920 als Kommandeur des Wehrkreises VI in Münster den sogenannten Ruhraufstand der Bergarbeiter blutig niedergeschlagen hatte. Er war seit 1908 Ehrenbürger der Stadt Fritzlar, weil er als Abteilungskommandeur der Reitenden Abteilung im 1. Kurhessischen Feldartillerie-Regiment Nr. 11 von 1907 bis 1909 in Fritzlar stationiert gewesen war und sich zu dieser Zeit erfolgreich für den Bau eines Heeresproviantamts in Fritzlar eingesetzt hatte. Die Ehrenbürgerwürde wurde ihm Ende der 1980er Jahre aberkannt und die damalige „General-von-Watter-Straße“ in „Am Hospital“ umbenannt.

## Baugeschichte
Der Hauptbau der Artilleriekaserne wurde um 1890 für die in der Stadt stationierte Reitende Abteilung des Feldartillerie-Regiments Nr. 11 gebaut. Bis zum Bau der Kaserne waren die Soldaten überwiegend in Privatquartieren untergebracht, zum Teil auch im Hochzeitshaus, einem großen Fachwerkgebäude aus dem 16. Jahrhundert, einquartiert gewesen. Die neue Kaserne lag an der Kasseler Straße unmittelbar nördlich der Stadt, jedoch außerhalb des damals bebauten Stadtgebiets. Es war ein mächtiger roter Backsteinbau, dreistöckig, mit zunächst zwei Flügeln. Der längere, entlang der Straße verlaufende Hauptflügel hatte jeweils drei doppelfenstrige Achsen rechts und links des leicht vorspringenden, siebenachsigen Zentralrisaliten mit dem Kasernentor. Je eine Doppelfenster-Achse befand sich beiderseits des Eingangstors mit der Wache und den darüber liegenden Einzelfenstern. Der Bau wurde später auf ungefähr doppelte Größe erweitert, indem der Hauptflügel entlang der Straße am nördlichen Ende durch einen weiteren Risaliten gegliedert und daran anschließend ein etwa gleich langes Segment mit wiederum drei doppelfenstrigen Achsen errichtet wurde. An diesen neuen Teil wurde ein dem südlichen Seitenflügel entsprechender, im rechten Winkel abknickender Nordflügel angebaut. Der bestehende südliche Seitenflügel wurde gleichzeitig etwas weiter nach Osten verlängert. Noch vor 1933 wurde das Dachgeschoss der beiden Risalite des Hauptflügels, die bisher einen einfachen Backsteingiebel mit Satteldach hatten, durch ein zusätzliches Fachwerkobergeschoss mit Walmdach aufgestockt.
Nach den Erweiterungen war der Bau entlang der Kasseler Straße 62 m lang und 12 m breit. Der der Stadt abgewandte Nordflügel war 47 m lang und 15 m breit, der kürzere Südflügel 37 m lang und 12 m breit. Nord- und Südflügel endeten jeweils in einem massiven Blockhaus in Fachwerkbauweise mit quadratischem Grundriss und Walmdach. Diese beiden Abschlussbauten wurden in der NS-Zeit ausgeführt und entsprachen stilistisch den beiden Zentralteilen an der Westfront der Kaserne.
Der Innenhof zwischen den drei Flügeln dieses Mannschaftsgebäudes war 33 m × 25 m groß und ging übergangslos in einen noch größeren Exerzierhof über. An dessen Süd- und Ostseiten lagen ausgedehnte Stallungen für die Pferde, und im weiteren Bereich östlich dahinter befand sich ein Komplex von weiteren Stallungen, Reithallen, einer Exerzierhalle, Hallen für die Geschütze etc.
In der NS-Zeit wurde das Gelände im Rahmen des großen Kasernen-Bauprogramms der Wehrmacht nochmals erheblich erweitert, indem nach Osten hin zwei große zweistöckige Mannschaftsunterkünfte sowie zahlreiche Fahrzeughallen erbaut wurden. Dazwischen wurden ausgedehnte Wartungs-, Stell- und Exerzierflächen angelegt. Die Gesamtausdehnung der Anlage zu Beginn des Zweiten Weltkriegs betrug nahezu 600 m von Nordwest nach Südost, rund 200 m an der breitesten Stelle in Nord-Süd-Richtung. Sie erstreckte sich zwischen den heutigen Straßen Kasseler Straße, Am Stiegel, Oberer Schulweg, Artilleriestraße und Am Hospital.

## Stationierte Truppen
Während der Zeit der Reichswehr war ab Januar 1921 die 11. reitende (Preußische) Batterie des 5. Artillerie-Regiments in der Kaserne stationiert. Bei Beginn der Wehrmachtsaufrüstung wurde die Batterie zur IV. Abteilung des Artillerie-Regiments 9 (AR 9) aufgestockt. Dieses Regiment wurde 1934 als Artillerie-Regiment Fulda gebildet und 1935 in Artillerie-Regiment 9 umbenannt. Mit dem raschen Aufbau der Wehrmacht und den damit verbundenen Neuaufstellungen, Umgruppierungen und Verlegungen wechselten die Bezeichnungen der in der Kaserne stationierten bespannten Artillerieeinheiten mehrfach. So wurde aus der IV./AR 9 im Oktober 1935 die I./AR 65 (Artillerie-Regiment 65). 1936 wurde die Abteilung in I./AR 72 umbenannt, wobei gleichzeitig aus Teilen der bisherigen I./AR 65 und Abgaben des AR 16 ebenfalls in Fritzlar eine neue I./AR 65 aufgestellt wurde, die ebenfalls drei bespannte schwere Batterien besaß. Im Oktober 1937 wurde diese Abteilung nach Mühlhausen/Thüringen, verlegt, gab aber Teile an die gleichzeitig in Fritzlar neu gebildete I./AR 45 ab, die wieder aus drei bespannten schweren Batterien bestand. Bei der Mobilmachung im August 1939 wechselte die I./AR 45 als schwere Abteilung zum AR 9 bei der 9. Infanterie-Division.
Hinzu kam während dieser gesamten Zeit eine Reit- und Fahr-Abteilung, die der Ausbildung von Pferden und Personal diente. Eine ebenfalls in Fritzlar bestehende Heeresfachschule für Verwaltung und Wirtschaft, ab 1936 Heeresfachschule für Verwaltung, befand sich wohl 500 m weiter nordwestlich am Hellenweg bei dem von der örtlichen Bevölkerung meist „Proviantamt“ genannten Heeresverpflegungsamt (HVA).
Während der Kriegsjahre waren diverse Ersatztruppenteile in der Watter-Kaserne stationiert: die Artillerie-Ersatz-Abteilung 45, die Schwere Artillerie-Ersatz-Abteilung 45, die Artillerie-Ersatz-Abteilung 309 und die Schwere Artillerie-Ersatz-Abteilung 309.
Gegen Kriegsende hatte schließlich die etwa am 20. März 1945 gebildete sogenannte „Kampfgruppe Fritzlar“, die am 30. und 31. März unter Generalmajor Erwin Kaschner vor Fritzlar und dann bei Werkel erfolglos Widerstand gegen die vorrückenden US-amerikanischen Truppen leistete, ihr Stabsquartier in der Kaserne. Nach mehrtägigen Kämpfen im Edertal unter Beteiligung der Fritzlarer Artillerie wurde Fritzlar am Ostersonntag, dem 1. April 1945, von den Amerikanern eingenommen und besetzt.

## Nachkriegsnutzung

### DP-Lager
Nach dem Ende des Zweiten Weltkriegs wurde die Watter-Kaserne ebenso wie der ehemalige Fliegerhorst Fritzlar von der UNRRA bzw. ab 1947 von deren Nachfolgeorganisation IRO als DP-Lager für sogenannte Displaced Persons (DPs) benutzt. Das zuerst eingerichtete DP-Lager auf dem Fliegerhorst bestand bis mindestens April 1946 und war zu diesem Zeitpunkt mit rund 150 Personen belegt. Das DP-Lager auf dem Kasernengelände wurde wahrscheinlich im Frühjahr 1946 eröffnet und bestand bis 1949. Am 2. April 1946 befanden sich 1439 DPs in der alten Kaserne, nahezu alles ehemalige Zwangsarbeiter. Darunter waren zunächst noch keine Juden. Die Zahl der Untergebrachten stieg kurzfristig auf 1979, sank dann aber bis zum 15. April wieder auf 1481.
Die ersten jüdischen Lagerbewohner, bei denen es sich um KZ-Überlebende und Heimatlose handelte, sind erst am 1. Juni 1946 dokumentiert. Am 8. Februar 1947 gehörten 1050 der insgesamt 1069 Insassen zu dieser Personengruppe. Bis zu seiner Schließung war das Lager dann nahezu ausnahmslos mit jüdischen DPs belegt, die auf ihre Ausreise aus Deutschland warteten. Die Gesamtbelegung betrug zwischen März 1947 bis März 1948 zwischen 995 und 918 und nahm nur langsam ab. Erst im April 1948 fiel sie unter 900 und Ende November 1948 lag sie noch immer bei 825. Danach leerte sich das Lager allmählich, 1949 wurde es geschlossen. Zum Datum der Schließung gibt es unterschiedliche Angaben: Februar 1949 bzw. 4. August 1949.

### Wohn- und Gewerbegebiet
Anschließend wurde das weitläufige Kasernengelände für zivile Zwecke verfügbar gemacht. Im alten Mannschaftsgebäude an der Kasseler Straße wurden Wohnungen für Flüchtlinge und Heimatvertriebene eingerichtet, teilweise auch kleine Gewerbebetriebe wie z. B. eine kleine Lampenfabrikation. In einen in der NS-Zeit errichteten großen Mannschaftsblock an der heutigen Straße „Am Hospital“ zog die städtische Volksschule ein; der dazugehörige große Exerzierplatz wurde zum Pausenhof. Eine ehemalige Exerzierhalle wurde zur Sporthalle umfunktioniert. In vielen der einstigen Stallungen und sonstigen Nebengebäuden wurden Lagerräume für Futtermittel-, Lebensmittel- und Getränkehändler oder auch kleine Handwerksbetriebe eingerichtet. Auch die Katastrophenschutz-Zentralwerkstatt Fritzlar des THW war in Werkstätten der ehemaligen Kaserne untergebracht, ebenso noch bis 2002 die Unterkunft des THW-Ortsverbands. 1953 richtete die Radiofabrik Heliowatt in einem zweiten Mannschaftsblock hinter der nunmehrigen Schule sowie in den dahinter liegenden, langgestreckten ehemaligen Kfz-Hallen einen Fabrikationsbetrieb ein, wo Radios hergestellt wurden. Eine Reithalle und ein Teil der Pferdeställe wurde vom örtlichen Reit- und Fahrverein angemietet und vor allem in den Wintermonaten zur Pferde-, Nachwuchsreiter- und Voltigierausbildung benutzt. Schließlich nutzte in den 1950er Jahren auch der Zeltzirkus Carl Althoff, dann der Zirkus Busch Teile der Stallanlagen und eine ehemalige Reithalle als Winterquartier.

## Nutzungsende
1974 wurde das alte Mannschaftsgebäude an der Kasselerstraße abgebrochen, um Platz für eine – städtebaulich umstrittene – Stahlbetonkonstruktion zu schaffen, die im Erdgeschoss einen Supermarkt und im Obergeschoss die Stadthalle beherbergt.
Eine der alten Reithallen, die in den 1950er Jahren zeitweilig als Zirkus-Winterquartier gedient hatte, wurde zu einem Getränkemarkt umgebaut. Im Mannschaftsblock, der bis 1962 die Volksschule beherbergt hatte, befindet sich heute das Staatliche Schulamt für den Schwalm-Eder-Kreis und den Landkreis Waldeck-Frankenberg. Der nördlich dahinter liegende Mannschaftsblock wurde 2011/12 zu einem Ärzte- und Apothekenhaus umgebaut. Ansonsten stehen heute nur noch zwei ehemalige Kommandanturhäuser aus der Zeit der Nutzung durch die Wehrmacht. Die ehemaligen Ställe und Fahrzeughallen und die übrigen Exerzier- und Reithallen wurden ab etwa 1990 ausnahmslos abgerissen und vor wenigen Jahren durch Neubauten zweier Einkaufszentren ersetzt.
Koordinaten: 51° 8′ 4,2″ N, 9° 16′ 30″ O